# Entoloma luteobasis
Entoloma luteobasis är en svampart som tillhör divisionen basidiesvampar, och som beskrevs av Ebert och Erhard Ludwig. Entoloma luteobasis ingår i släktet Entoloma, och familjen Entolomataceae. Arten har ej påträffats i Sverige.